# Matteo Thun
Matteo Thun (nombre completo Mathäus Antonius Maria Graf von Thun y Hohenstein, 17 de junio de 1952 en Bolzano, Italia)es un arquitecto y diseñador italiano.

## Biografía

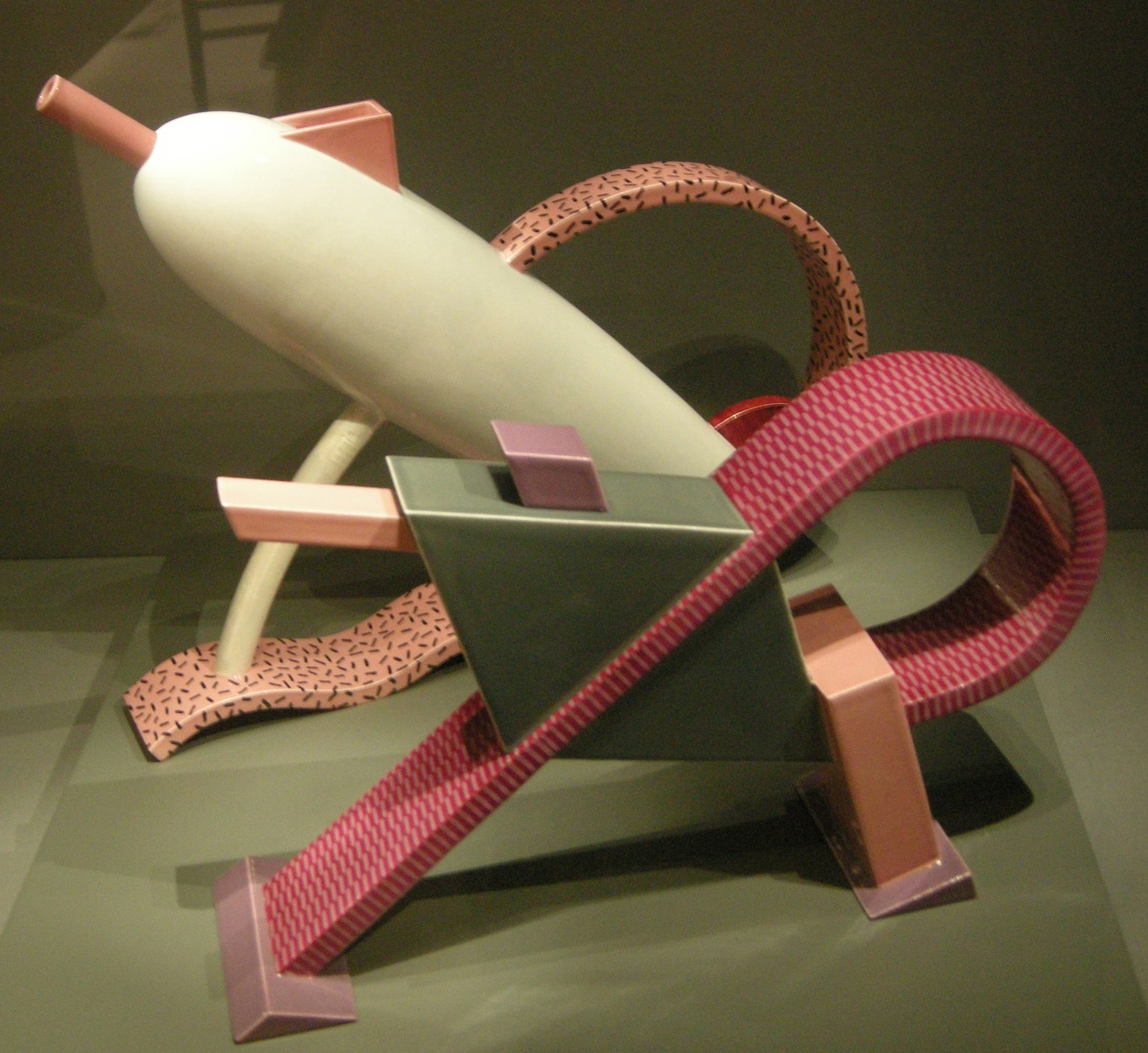
Matteo Thun, Laurum marinus, tetera y cafetera, Alessio Sarri Ceramiche, 1982

Thun nació en Bolzano en 1952 como primer hijo de la familia empresarial Thun del Tirol del Sur (Lene y Otmar von Thun y Hohenstein), su hermano menor Peter asumió la dirección de Thun AG en 1978.
Matteo Thun estudió en la Academia de Salzburgo con Oskar Kokoschka y se graduó en 1975 en la Universidad de Florencia. En 1978 se trasladó a Milán, conoció a Ettore Sottsass y en 1981 cofundó Sottsass Associati y el Grupo Memphis. En 1984 fundó su propio estudio y trabajó para Swatch, de la que fue director artístico de 1990 a 1993.De 1983 a 2000 fue profesor de diseño y cerámica en la " Universidad de Artes Aplicadas " de Viena. Fundó Matteo Thun & Partners,un estudio de arquitectura y diseño multicultural con sede en Milán, Italia y una filial en Munich, Alemania.La empresa opera a nivel internacional y lleva más de 20 años desarrollando proyectos y planes maestros de hotelería, residencias, sedes, comercio minorista y diseño urbano. Junto con su socio Antonio Rodríguez, la oficina emplea a 70 expertos de los campos de la arquitectura, el diseño y la comunicación. La esposa de Thun, Susanne, es la investigadora de tendencias de la empresa desde hace 30 años y los dos hijos de la pareja también se dedican a profesiones artísticas.

## Trabajos

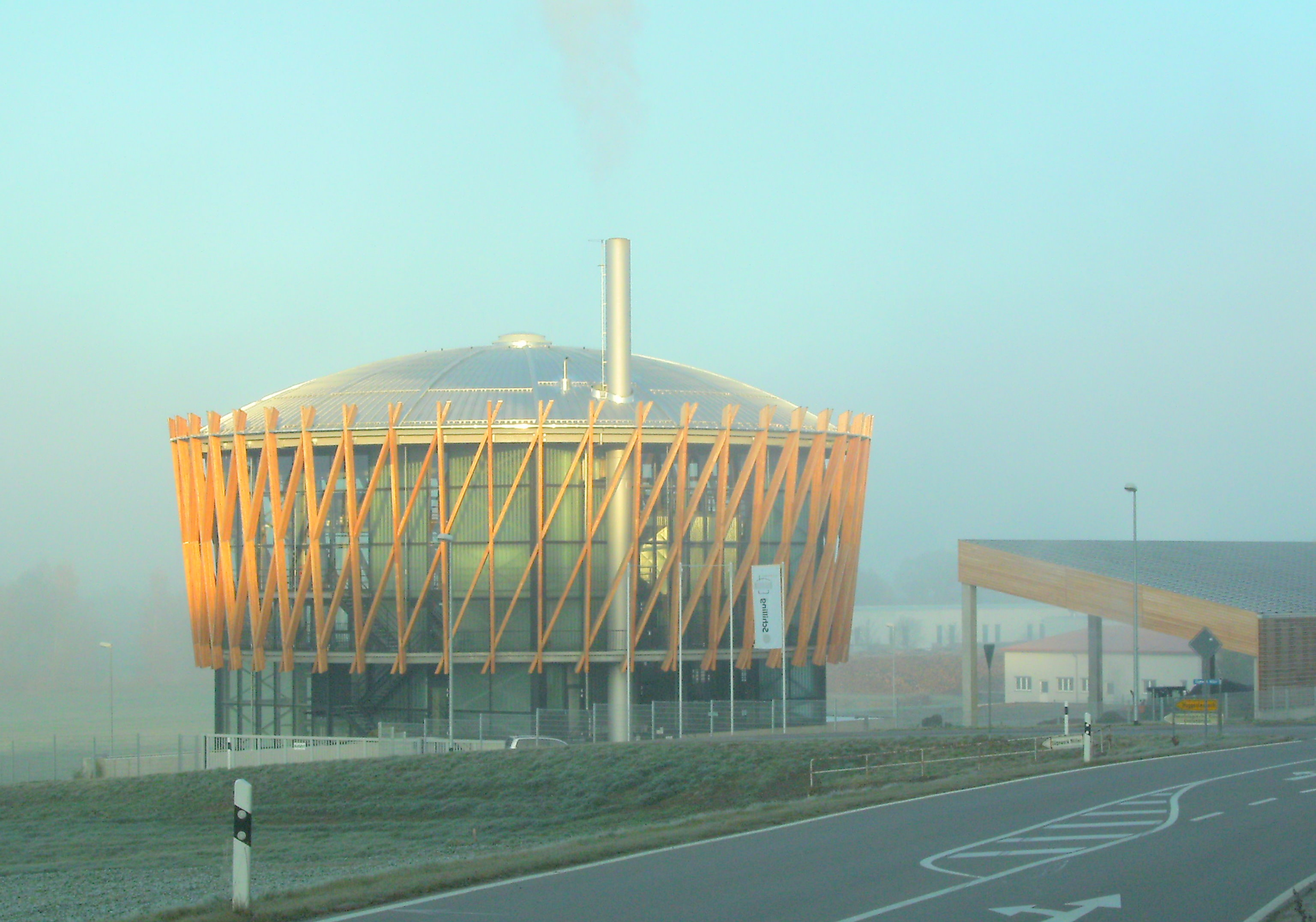
Biocentral eléctrica, Schwendi, Alemania

### Arquitectura
- 1990 - O Sole Mio, prefabricated house;
- 2001 - Side Hotel;
- 2003 - Vigilius Mountain Resort;
- 2006 - Hugo Boss Headquarters Switzerland;
- 2008 - Porsche Retail;
- 2009 – Power Plant, Biomass;
- 2015 - JW Marriott Venice Resort + Spa;
- 2017 – International Roll-out IntercityHotels;
- 2017 - Waldhotel Medical Health & Excellence.

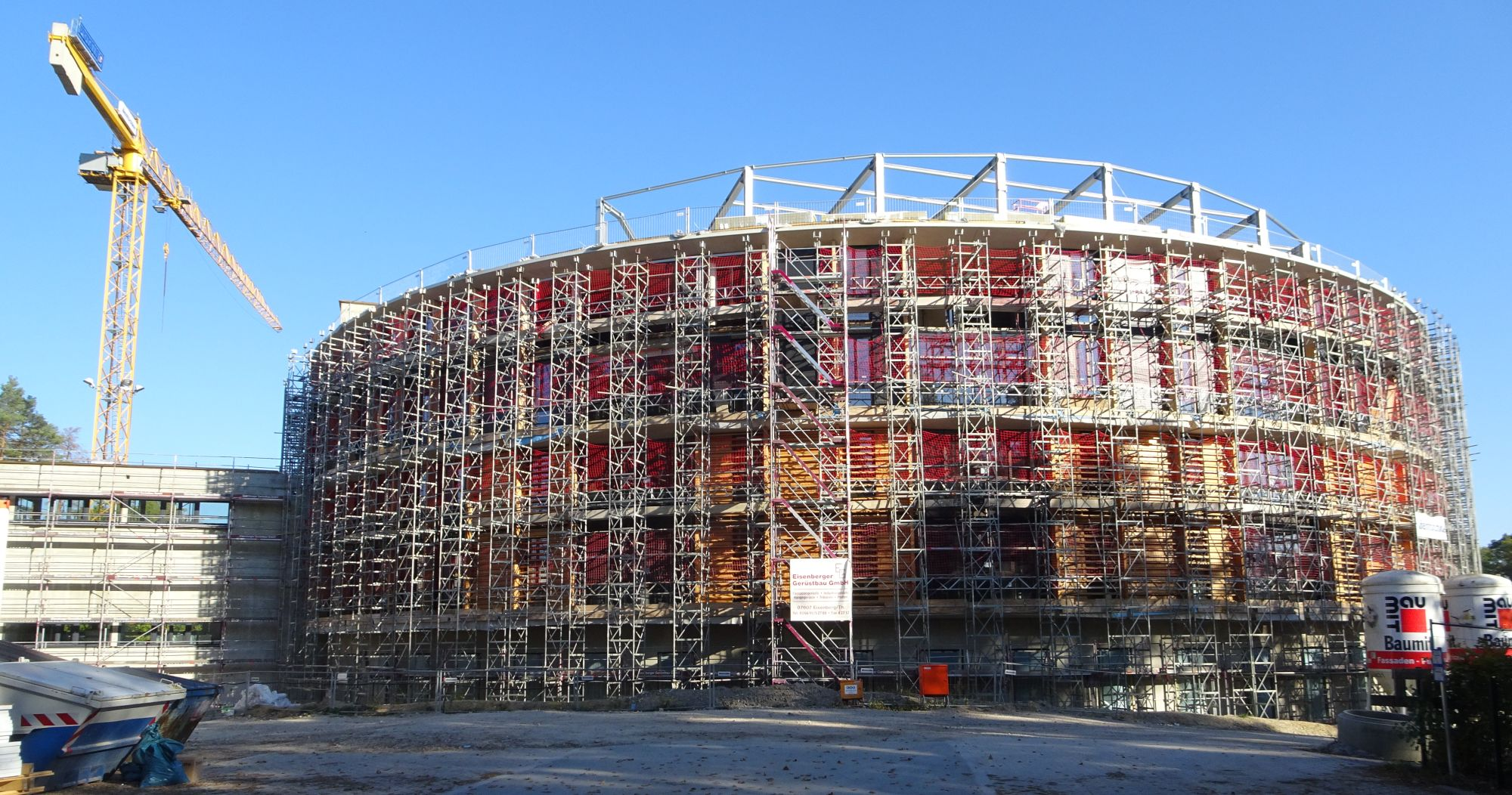
El Centro Alemán de Ortopedia en Waldkliniken en Eisenberg en construcción (2018)

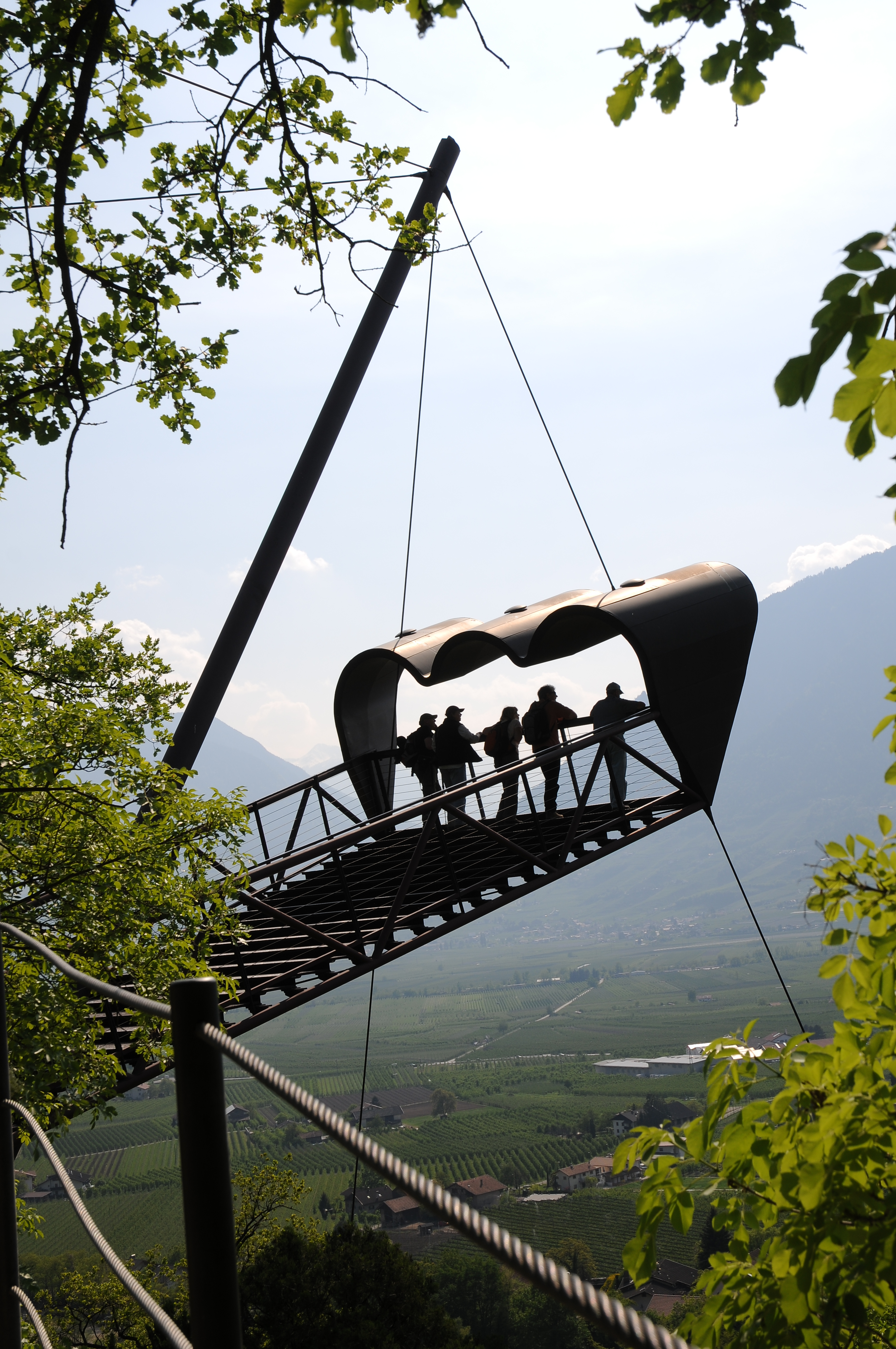
Jardín Botánico Trauttmansdorff en Merano

### Diseño
- 1987 - Bulgari watches;
- 1986 - Campari glasses;
- 2001 - Illy Cup - Espresso Cups and Cafe Accessories;
- 2002 - Zucchetti- Bath collections;
- 2005 - Artemide - Lamp Collections;
- 2008 - ZWILLING J. A. Henckels Kitchenware;
- 2011 - Duravit - Bath collections
- 2012 - Venini – Vases;
- 2013 - Geberit - shower toilet;
- 2015 - Klafs - Sauna, Steam;
- 2015 - Axent - shower toilet
- 2017 - Fantini - Bath collections;

## Premios
Thun ha sido galardonada tres veces con el Compasso d'Oro por su diseño de primera clase. De 1990 a 1993 fue director creativo de “Swatch”. Su Hotel Side en Hamburgo, realizado en colaboración con el artista Robert Wilson , fue nombrado "Hotel del año" en 2001. Para los 61, 62 y 63 Festivales de Cine de Venecia en 2004/2005/2006 rediseñó la fachada del “Palazzo del Cinema”.
En 2004 recibió el “Gala Spa Award ” y el “Wallpaper Design Award” por el “Vigilius Mountain Resort” en Lana, Tirol del Sur. Además, “Catalano” fue nominado al “ Compás de Oro ” por la colección “Girly” (instalaciones sanitarias) y fue incluido en el “Salón de la Fama” de Nueva York.
En 2005 recibió el premio “ Panda d'Oro ” de la WWF por el “Vigilius Mountain Resort” . En 2005, recibió el Premio Mundial de Hospitalidad en la categoría “Mejor Hotel inaugurado en el Año” por el hotel “Radisson SAS Frankfurt.